# Lorraine Baker
Pour les articles homonymes, voir Baker.
Lorraine Baker (née le 9 avril 1964 à Ipswich) est une athlète britannique.

## Palmarès
- Championnats d'Europe d'athlétisme en salle de 1990 à Glasgow :
  -  Médaille de bronze sur 800 m